# バーグ氷河
バーグ氷河（英語: Berg Glacier）とは、北アメリカ大陸の北西部のカナディアン・ロッキーに存在する、氷河の1つである。

## 概要

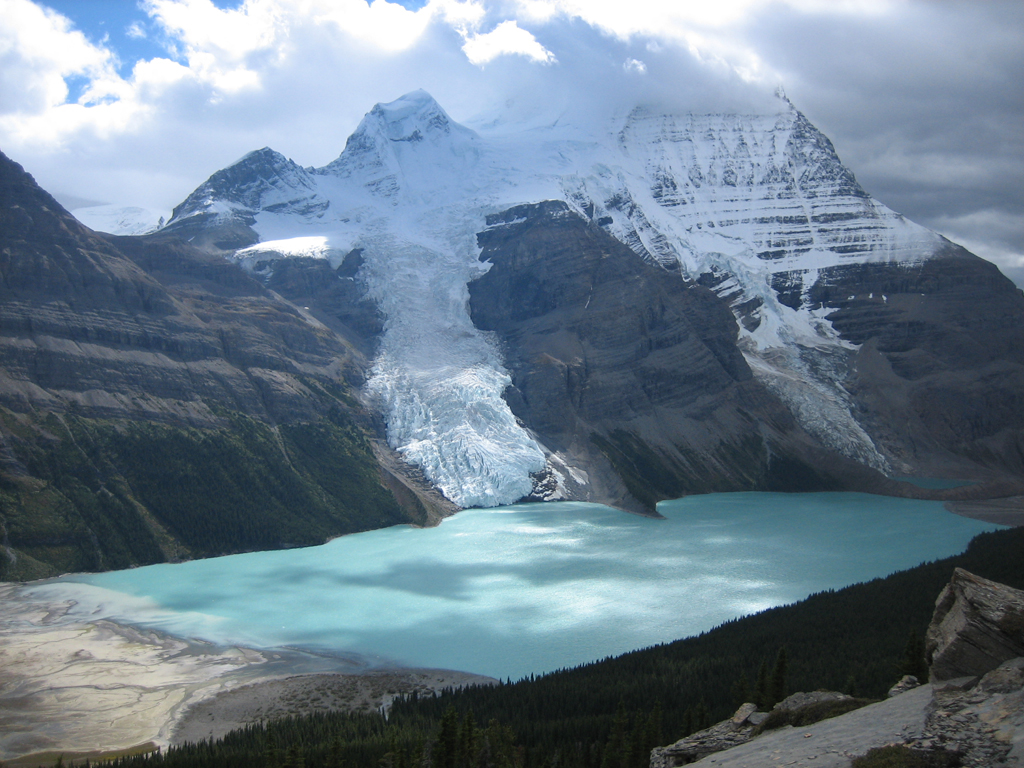
写真の下部に見えるのがバーグ湖で、その中央部に流れ込んでいるのがバーグ氷河である。なお、奥に見える、もう1本の氷河はミスト氷河である。参考までに、ミスト氷河が流れ出している、写真の右上に見える山頂付近が雲に隠れている山はロブソン山である。2005年撮影。

バーグ氷河は、おおよそ北緯53度07分、西経119度08分付近に位置している

。
この氷河も含めた周辺地域は、カナダのブリティッシュコロンビア州に属しており、同州によってロブソン山州立公園に指定されている。バーグ氷河は、標高の高い場所に降った雪が固まって、それが氷のままで流れ出すことによって形成されている

。
そして、この氷河はバーグ湖の南岸へと流れ込んだ所で終わっている

。
参考までに、氷河の終点であるバーグ湖の湖面の標高は、約1641mである

。
バーグ氷河がバーグ湖へと流れ込んでいる影響もあり、毎年夏の中頃までは、バーグ湖の湖面上に氷塊が点在しているのを見ることができる。バーグ氷河から崩落してきた氷塊は、長い時間圧縮された影響で気泡が抜けて青く見えるため、氷山（berg／氷山を意味する英語）のようにも見えるとされる。ちなみに、バーグ湖へと入ったバーグ氷河の融解水は、ロブソン川を経て、フレーザー川に合流し、フレーザー川の河口から太平洋へと流れ込んでいる。